# STS-51-I
STS-51-I est la 6e mission de la navette spatiale Discovery.

## Équipage
- Commandant : Joseph H. Engle (2)  États-Unis
- Pilote : Richard O. Covey (1)  États-Unis
- Spécialiste de mission 1 : James D. A. van Hoften (2)  États-Unis
- Spécialiste de mission 2 : John M. Lounge (1)  États-Unis
- Spécialiste de mission 3 : William F. Fisher (1)  États-Unis

Le chiffre entre parenthèses indique le nombre de vols spatiaux effectués par l'astronaute au moment de la mission.

## Paramètres de la mission
- Masse :
  - Navette au décollage : 118 981 kg
  - Navette à l'atterrissage : 89 208 kg
  - Chargement : 19 952 kg
- Périgée : 351 km
- Apogée : 364 km
- Inclinaison : 28,5°
- Période : 91,7 min

### Sorties dans l'espace
- Fisher et van Hoften  - EVA 1
- Début de EVA 1 : 31 août 1985
- Fin de EVA 1 : 31 août 1985
- Durée : 7 heures, 20 minutes

- Fisher et van Hoften  - EVA 2
- Début de EVA 2 : 1er septembre 1985
- Fin de EVA 2 : 1er septembre 1985
- Durée : 4 heures, 26 minutes